# Aptos (police de caractères)
Aptos (initialement Bierstadt) est une police de caractères créée par Steve Matteson pour Microsoft. En 2023, elle remplace Calibri comme police par défaut de Microsoft Office.

## Historique
En avril 2021, Microsoft dévoile les cinq polices de caractères candidates au remplacement de Calibri : Tenorite, Bierstadt, Skeena, Seaford et Grandview,.
Le remplacement progressif de Calibri par Aptos est annoncé en juillet 2023.